# Exochus intermedius
Exochus intermedius är en stekelart som beskrevs av Morley 1911. Exochus intermedius ingår i släktet Exochus och familjen brokparasitsteklar. Inga underarter finns listade i Catalogue of Life.